# Женска фудбалска репрезентација Зимбабвеа
Женска фудбалска репрезентација Зимбабвеа (енгл. Zimbabwe women's national football team) је национални фудбалски тим који представља Зимбабве на међународним такмичењима и под контролом је Фудбалског савеза Зимбабвеа (ZIFA) (енгл. Zimbabwe Football Association), владајућег тела за фудбал у Зимбабвеу. Од јуна 2017. године су на 86. месту у свету.
Њихова прва међународна утакмица одиграна је на афричком првенству за жене 2000. године, када су ремизирале против Уганде 2 : 2 11. новембра 2000. У ствари су биле на жребу за издање 1991, али су се повукле са турнира пре него што су одиграле меч.
Њихов најбољи резултат на афричком првенству за жене било је четвртo место 2000. године. Никада се нису квалификовале за Светско првенство.
Квалификовали су се за Олимпијски фудбалски турнир 2016. и завршили на последњем месту у својој групи (у којој су били још Канада, Немачка и Аустралија) након што су изгубили 6 : 1 од Немачке, 3 : 1 од Канаде и 6 : 1 од Аустралије.
| Екипа      | Бод | Ута | Поб | Нер | Изг | ГД | ГП | ГР  |
| ---------- | --- | --- | --- | --- | --- | -- | -- | --- |
| Канада     | 9   | 3   | 3   | 0   | 0   | 7  | 2  | +5  |
| Немачка    | 4   | 3   | 1   | 1   | 1   | 9  | 5  | +4  |
| Аустралија | 4   | 3   | 1   | 1   | 1   | 8  | 5  | +3  |
| Зимбабве   | 0   | 3   | 0   | 0   | 3   | 3  | 15 | -12 |

## Историја
Зимбабве је требало да се појави на афричком првенству за жене 1991. године, али се повукао пре утакмице првог кола са Замбијом.  У јуну 1997. тим је играо са Јужном Африком на ФНБ стадиону у мечу за Нелсон Мандела челинџ. Године 2003. звезда тима Јесморе Мутеро јавно је оптужила националног тренера Шеки Тауроа да ју је заразио ХИВ-ом током ванбрачног секса. Тауро је негирао те тврдње, али је изненада напустио посао. Мутеро је умро 2004. године, а потом Тауро 2009. године. ЗИФА је обуставила накнадну истрагу о оптужбама за широко распрострањено сексуално злостављање фудбалерки Зимбабвеа.
На првенству ЦОСАФА за жене завршиле су на другом месту 2002. и четврте 2006. године. 2011. су биле титуле шампиона.
Поред прикривања сексуалног злостављања, ЗИФА је обезбедила неадекватне и опасне услове за тренинг, није успела да организује припремне утакмице, задржала је уговорна плаћања и бонусе, одбила је да плати путовања на гостујуће утакмице и одбила да плати лечење повређених играчица. Као награду за квалификације за Афрички женски куп нација 2016, свака играчица је добила 50 долара да купи хаљину. Играчи су наступили на Олимпијским играма 2016. упркос томе што су им од удружења дуговали по 3.500 долара. По повратку из Бразила, ниједан званичник ЗИФА-е није поздравио играчицњ који су добили 5 или 15 долара да путују кући. Уводник у новинама Стандард је рекао: „Дебакл у петак на аеродрому разоткрио је председника Зифе оног што јесте, гласног промашаја који одводи зимбабвеански фудбал до краја.“

## Такмичарски рекорд

### Светско првенство за жене
| Светско првенство у фудбалу за жене − резултати | Светско првенство у фудбалу за жене − резултати | Светско првенство у фудбалу за жене − резултати | Светско првенство у фудбалу за жене − резултати | Светско првенство у фудбалу за жене − резултати | Светско првенство у фудбалу за жене − резултати | Светско првенство у фудбалу за жене − резултати | Светско првенство у фудбалу за жене − резултати | Светско првенство у фудбалу за жене − резултати | Светско првенство у фудбалу за жене − резултати |
| Година                                          | Резултат                                        | Позиција                                        | Ута                                             | Поб                                             | Нер*                                            | Изг                                             | ГД                                              | ГП                                              | ГР                                              |
| ----------------------------------------------- | ----------------------------------------------- | ----------------------------------------------- | ----------------------------------------------- | ----------------------------------------------- | ----------------------------------------------- | ----------------------------------------------- | ----------------------------------------------- | ----------------------------------------------- | ----------------------------------------------- |
| 1991                                            |                                                 | -                                               | -                                               | -                                               | -                                               | -                                               | -                                               | -                                               | -                                               |
| 1995                                            |                                                 | -                                               | -                                               | -                                               | -                                               | -                                               | -                                               | -                                               | -                                               |
| 1999                                            |                                                 | -                                               | -                                               | -                                               | -                                               | -                                               | -                                               | -                                               | -                                               |
| 2003                                            |                                                 | -                                               | -                                               | -                                               | -                                               | -                                               | -                                               | -                                               | -                                               |
| 2007                                            |                                                 | -                                               | -                                               | -                                               | -                                               | -                                               | -                                               | -                                               | -                                               |
| 2011                                            |                                                 | -                                               | -                                               | -                                               | -                                               | -                                               | -                                               | -                                               | -                                               |
| 2015                                            |                                                 | -                                               | -                                               | -                                               | -                                               | -                                               | -                                               | -                                               | -                                               |
| 2019                                            |                                                 | -                                               | -                                               | -                                               | -                                               | -                                               | -                                               | -                                               | -                                               |
| 2023                                            | Нису се квалификовале                           | -                                               | -                                               | -                                               | -                                               | -                                               | -                                               | -                                               | -                                               |
| Укупно                                          | 0/9                                             | -                                               | -                                               | -                                               | -                                               | -                                               | -                                               | -                                               | -                                               |

*Жребови укључују утакмице где је одлука пала извођењем једанаестераца.

### Олимпијске игре
| Олимпијске игре − резултати | Олимпијске игре − резултати | Олимпијске игре − резултати | Олимпијске игре − резултати | Олимпијске игре − резултати | Олимпијске игре − резултати | Олимпијске игре − резултати | Олимпијске игре − резултати | Олимпијске игре − резултати |
| Година                      | Резултат                    | Ута                         | Поб                         | Нер*                        | Изг                         | ГД                          | ГП                          | ГР                          |
| --------------------------- | --------------------------- | --------------------------- | --------------------------- | --------------------------- | --------------------------- | --------------------------- | --------------------------- | --------------------------- |
| 1996                        | Нису се квалификовале       | -                           | -                           | -                           | -                           | -                           | -                           | -                           |
| 2000                        | Нису се квалификовале       | -                           | -                           | -                           | -                           | -                           | -                           | -                           |
| 2004                        | Нису се квалификовале       | -                           | -                           | -                           | -                           | -                           | -                           | -                           |
| 2008                        | Нису се квалификовале       | -                           | -                           | -                           | -                           | -                           | -                           | -                           |
| 2012                        | Нису се квалификовале       | -                           | -                           | -                           | -                           | -                           | -                           | -                           |
| 2016                        | Групна фаза                 | 3                           | 0                           | 0                           | 3                           | 3                           | 15                          | −12                         |
| 2021                        | Нису се квалификовале       | -                           | -                           | -                           | -                           | -                           | -                           | -                           |
| 2024                        | У току                      | -                           | -                           | -                           | -                           | -                           | -                           | -                           |
| Укупно                      | 1/7                         | 3                           | 0                           | 0                           | 3                           | 3                           | 15                          | −12                         |

*Жребови укључују утакмице где је одлука пала извођењем једанаестераца.

### Афрички Куп нација у фудбалу за жене
| Афрички Куп нација − резултати | Афрички Куп нација − резултати | Афрички Куп нација − резултати | Афрички Куп нација − резултати | Афрички Куп нација − резултати | Афрички Куп нација − резултати | Афрички Куп нација − резултати | Афрички Куп нација − резултати |                                |
| Година                         | Коло                           | Ута                            | Поб                            | Нер                            | Изг                            | ГД                             | ГП                             |                                |
| ------------------------------ | ------------------------------ | ------------------------------ | ------------------------------ | ------------------------------ | ------------------------------ | ------------------------------ | ------------------------------ | ------------------------------ |
| 1991                           | Одустале у четвртфиналу        | Одустале у четвртфиналу        | Одустале у четвртфиналу        | Одустале у четвртфиналу        | Одустале у четвртфиналу        | Одустале у четвртфиналу        | Одустале у четвртфиналу        | Одустале у четвртфиналу        |
| 1995                           | Нису учествовале               | Нису учествовале               | Нису учествовале               | Нису учествовале               | Нису учествовале               | Нису учествовале               | Нису учествовале               | Нису учествовале               |
| 1998                           | Нису учествовале               | Нису учествовале               | Нису учествовале               | Нису учествовале               | Нису учествовале               | Нису учествовале               | Нису учествовале               | Нису учествовале               |
| 2000                           | 4. место                       | 5                              | 1                              | 1                              | 3                              | 8                              | 17                             |                                |
| 2002                           | Групна фаза                    | 3                              | 0                              | 2                              | 1                              | 2                              | 4                              |                                |
| 2004                           | Групна фаза                    | 3                              | 1                              | 1                              | 1                              | 3                              | 4                              |                                |
| 2006                           | Одустале током квалификација   | Одустале током квалификација   | Одустале током квалификација   | Одустале током квалификација   | Одустале током квалификација   | Одустале током квалификација   | Одустале током квалификација   | Одустале током квалификација   |
| 2008                           | Нису учествовале               | Нису учествовале               | Нису учествовале               | Нису учествовале               | Нису учествовале               | Нису учествовале               | Нису учествовале               | Нису учествовале               |
| 2010                           | Нису учествовале               | Нису учествовале               | Нису учествовале               | Нису учествовале               | Нису учествовале               | Нису учествовале               | Нису учествовале               | Нису учествовале               |
| 2012                           | Нису се квалификовале          | Нису се квалификовале          | Нису се квалификовале          | Нису се квалификовале          | Нису се квалификовале          | Нису се квалификовале          | Нису се квалификовале          | Нису се квалификовале          |
| 2014                           | Нису се квалификовале'         | Нису се квалификовале'         | Нису се квалификовале'         | Нису се квалификовале'         | Нису се квалификовале'         | Нису се квалификовале'         | Нису се квалификовале'         | Нису се квалификовале'         |
| 2016                           | Групна фаза                    | 3                              | 0                              | 1                              | 2                              | 0                              | 3                              |                                |
| 2018                           | Нису се квалификовале          | Нису се квалификовале          | Нису се квалификовале          | Нису се квалификовале          | Нису се квалификовале          | Нису се квалификовале          | Нису се квалификовале          | Нису се квалификовале          |
| 2020                           | Отказано због пандемије ковида | Отказано због пандемије ковида | Отказано због пандемије ковида | Отказано због пандемије ковида | Отказано због пандемије ковида | Отказано због пандемије ковида | Отказано због пандемије ковида | Отказано због пандемије ковида |
| 2022                           | Нису се квалификовале          | Нису се квалификовале          | Нису се квалификовале          | Нису се квалификовале          | Нису се квалификовале          | Нису се квалификовале          | Нису се квалификовале          | Нису се квалификовале          |
| Укупно                         | 12/12                          | 49                             | 20                             | 10                             | 19                             | 60                             | 77                             |                                |